# Manuel Arango
Manuel Arango, vollständig Manuel Arango Arien, (* 1936 in Tampico, Tamaulipas, Mexiko) ist ein mexikanischer Filmproduzent, Unternehmer und Philanthrop, der 1972 gemeinsam mit Robert Amram mit zwei Oscars ausgezeichnet wurde. Er ist der erste Mexikaner, der die begehrte Trophäe erringen konnte.

## Biografie

### Geschäftsmann, Ehe
Arango studierte Wirtschaftswissenschaften an der Lawrence University in Appleton in Wisconsin. Er entwickelte sich zu einem mexikanischen Geschäftsmann und einer wichtigen Figur im altruistischen Bereich und gilt in Mexiko als einer der Pioniere auf dem Gebiet der Philanthropie. Arango ist Gründer und Präsident des mexikanischen Zentrums für Philanthropie, der mexikanischen Stiftung für Umwelterziehung, der Xochitla-Stiftung und er ist im Beirat des Kinderhilfswerks der Vereinten Nationen UNICEF sowie Vorsitzender in weiteren Gremien. Zusammen mit seinen Brüdern Jéronimo und Plácido gründete Arango die Supermarktkette Aurrerá, die sich positiv entwickelte, sodass die Superama-Supermärkte sowie die Restaurantkette Vips hinzukamen. Mit Suburbia stieg die Familie 1970 ins Bekleidungsgeschäft ein. 1977 ging die Unternehmensgruppe, die CIFRA, an die mexikanische Börse. Manuel Arango zählt zudem zu einem der erfolgreichsten Bauunternehmer Mexikos. Um die soziale Verantwortung von Unternehmen und die Bürgerbeteiligung im Bereich der Kommunikation zu fördern, schuf Arango den Silver Caracol Prize. Verheiratet ist der Unternehmer mit der in Ägypten geborenen Marie Thérèse Hermand, die im Kultur- und Kunstbereich tätig ist. Das Paar hat zwei Töchter.

### Filmbereich
Im Filmbereich machte Arango erstmals mit dem mexikanischen Kurzdokumentarfilm Centinelas del silencio (deutsch etwa Wächter der Stille) auf sich aufmerksam, für den er das Drehbuch schrieb und den er gemeinsam mit dem Regisseur Robert Amram auch produzierte. Der Film befasst sich mit der Kultur und mit Bauwerken der mexikanischen Ureinwohner. Centinelas des silencio ist der einzige Kurzfilm in der Geschichte der Oscars, der zwei der begehrten Trophäen erringen konnte. Das führte seinerzeit zu einer Änderung des Reglements und zog nach sich, dass Kurzspielfilme seit 1972 nur noch in einer der beiden Kategorien nominiert werden dürfen. Somit ist dies der einzige Film in der Geschichte der Oscars, der sowohl als bester Kurzfilm als auch als bester Dokumentar-Kurzfilm ausgezeichnet worden ist.
Für die 1974 erschienene Dokumentation Sky High arbeitete Arango erneut mit Amram zusammen, ebenso für den Abenteuer-Dokumentarfilm Pacific Challenge, der 1975 erschien, und eine sechsmonatige Überquerung des Pazifischen Ozeans zum Inhalt hat. Erst 1992 kam es zu einer erneuten Zusammenarbeit von Arango und Amram für den Fernsehfilm The Great Eclipse, in dem es um das Erlebnis einer Sonnenfinsternis geht. 1998 produzierte Arango mit Alvaro Domingo das historische Drama La otra conquista, das von dem spanischen Eroberer Hernán Cortés und dem berüchtigten Massaker an den Azteken handelt. Mit Robert Amram kam es 2004 zu einer erneuten Zusammenarbeit für den Dokumentarfilm Clipperton: Isla de la pasión. Erzählt wird die dramatisch-turbulente Geschichte eines kleinen Atolls im Pazifik und der daraus resultierenden Interessenkonflikte. 

## Filmografie (Auswahl)
- 1971: Centinelas del silencio (Dokumentar-Kurzfilm)
- 1974: Sky High (Dokumentarfilm)
- 1975: Pacific Challenge (Dokumentarfilm)
- 1992: The Great Eclipse (Fernsehfilm)
- 1998: La otra conquista
- 2004: Clipperton: Isla de la pasión

## Auszeichnungen
- Oscarverleihung 1972: Oscar an Robert Amram und Manuel Anrango für den Dokumentar-Kurzfilm Centinelas del silencio
  - in der Kategorie „Bester Kurzfilm“
  - in der Kategorie „Bester Dokumentar-Kurzfilm“